# Anders W. Jonsson
Olof Anders Wedin Jonsson, född Jonsson 24 juni 1961 i Föllinge församling, Jämtlands län, är en svensk politiker (centerpartist). Han är ordinarie riksdagsledamot sedan 2010, invald för Gävleborgs läns valkrets. Han var mellan 2011 och 2021 förste vice ordförande för Centerpartiet och dess gruppledare i riksdagen. I början av 2020 var han vikarierande partiledare för Centerpartiet.

## Bakgrund
Anders W. Jonsson är född i Sveg, uppvuxen i Kälarne och bor sedan tidigt 1990-tal med fru och två döttrar på en gård i Hedesunda i den sydligaste delen av Gävle kommun.
Under 1990-talet utbildade sig Jonsson till barnläkare. Han var under en fyraårsperiod chef för barnkliniken i Gävle. Sedan 2006 är han tjänstledig från en överläkartjänst på nämnda klinik men arbetar cirka en helg per månad som jourhavande barnläkare.
Jonsson engagerade sig under tonåren i Centerns ungdomsförbund. De frågor som han ansåg viktigast då var kampen mot apartheid och motståndet mot kärnkraft och Socialdemokraternas flyttlasspolitik. Han avslutade sin tid i CUF med att vara förbundets 1:e vice ordförande mellan 1987 och 1989.
Under perioden 1989–1993 var Jonsson ordförande för Landsrådet för Sveriges Ungdomsorganisationer, LSU. Jonssons politiska engagemang fortsatte sedan i Centerpartiet som ledamot av kommunfullmäktige och under nio år som distriktsordförande i Gävleborgs län.

## Uppdrag
Vid Centerpartiets partistämma i Åre utsågs Anders W. Jonsson till partiets förste vice ordförande. I oktober 2011 utsågs Anders W. Jonsson till gruppledare i riksdagen. Han efterträdde Roger Tiefensee.
Under mandatperioden 2006–2010 arbetade Jonsson som förhandlare på Centerpartiets samordningskansli vid statsrådsberedningen. Han ansvarade för Socialdepartementets frågor och arbetade med frågor som handlades av socialminister Göran Hägglund, äldre- och folkhälsominister Maria Larsson och socialförsäkringsminister Cristina Husmark Pehrsson. Vid riksdagsvalet 2010 valdes Jonsson in i Sveriges riksdag och tog plats i riksdagens socialutskott. Han är även ledamot i Riksrevisionens styrelse samt ersättare i socialförsäkringsutskottet. Hans politiska intressen rör främst företagande, barnpolitik och sjukvård.
Sedan valet 2010 har Jonsson varit ledamot av Centerpartiets valanalysgrupp som, under ledning av Annie Lööf analyserade föregående mandatperiod, valrörelsen och Centerpartiets valresultat 2010. Han var även ordförande i den förnyelsegrupp som hade i uppdrag att arbeta med en förnyad välfärdspolitik inför Centerpartiets partistämma i Åre i september 2011.

## Mandatperioden 2010–2014
Anders W. Jonsson var en av tre huvudkandidater till att ta över partiledarposten i Centerpartiet vid partistämman i Åre i september 2011.  Den 31 augusti 2011 nominerade dock valberedningen Annie Lööf, och Jonsson drog tillbaka sin kandidatur. Vid stämman valdes han till förste vice partiordförande.

## Mandatperioden 2018–2022
Anders W. Jonsson har i början av 2020 varit Centerpartiets partiledare på vikariat medan Annie Lööf var föräldraledig. Efter att Annie Lööf kom tillbaka fortsatte han sitt ordinarie uppdrag som förste vice ordförande för partiet. Han är Centerpartiets gruppledare i Sveriges riksdag.